# Mandolina
Mandolina je trzalačko glazbalo. Ime je dobila po svojem obliku. Mandolina je ustvari naziv za malu mandolu (tal. il mandolino je umanjenica od la mandola), a mandola je dobila naziv po talijanskoj riječi za badem – la mandorla, odnosno hebrejskoj mendel. Svrstava se u kordofone trzalačke instrumente. Po ugodbi i registrima identična je violini, a sviračko umijeće je gotovo jednako kao kod violine. No to glazbalo ipak ne uživa takav ugled kao violina. Brojne su predrasude o mandolini kao instrumentu manje vrijednosti s ograničenim mogućnostima naspram drugih glazbala, ali one nisu zasnovane na činjenicama već proizlaze iz nepoznavanja stvarnih mogućnosti i vrijednosti tog instrumenta.
Mandolina je često privlačila pozornost mnogih skladatelja: Vivaldi je napisao dva koncerta za dvije te jedan za jednu mandolinu, sve to uz pratnju gudačkog orkestra i čembala. Mozart je mandolinu rabio u dvije pjesme iz 1781. godine – Die Zufriedenheit (K349) i Komm, liebe Zither (K351), a najpoznatija mu je uporaba mandoline u pratnji Don Giovannijeve serenade Deh, vieni alla finestra iz istoimene opere (1787.), slikovita vrsta koja se pojavljuje i u Seviljskom brijaču (1782.) Giovannija Paisiella. Čak je i Beethoven kao mladić skladao šest skladbi za mandolinu i čembalo od kojih su pronađene samo četiri (dvije sonatine, varijacije i Adagio ma non troppo). Mandolina je također bila glazbalo koje je Niccolò Paganini učio svirati od svog oca prije nego što je naučio svirati violinu. Gustav Mahler je u svojoj Sedmoj i Osmoj simfoniji mandolinu pridružio velikom sastavu simfonijskoga orkestra.

## Dijelovi mandoline

### Korpus
Glavni dio instrumenta je korpus ili rezonantna kutija kruškolikog oblika, koji je sa zadnje strane vrlo ispupčen. O korpusu ovisi sva vrijednost, snaga i izražajnost instrumenta, a ima i snažan utjecaj na kvalitetu tona. Sastavljen je od gornje daske – glasnjače, koja je napravljena od jelovine. Ispod glasnjače se nalazi podupirač odnosno daščica (poput “dušice” kod gudača) koja podupire glasnjaču i stoji okomito na nju, a sprečava da se glasnjača iskrivi što bi rezultiralo određenim gubitkom zvučnosti. U centru glasnjače nalazi se okrugli otvor – zvučni otvor iz kojeg izlaze zvučni valovi. Oko njega se nalazi zaštita najčešće napravljena od kornjačevine ili ebanovine, a služi za zaštitu glasnjače od udara trzalice. Ostatak korpusa sastavljen je od javora, i to od niza savijenih i slijepljenih daščica. Sve daščice trebaju biti izrađene od istog komada drva i složene po istom redoslijedu. Što je korpus lakši i daščice tanje, to je instrument kvalitetniji.

### Vrat
Vrat je pričvršćen na korpus instrumenta, a njegova površina mora biti na istoj visini s glasnjačom. Na vrat se postavlja tastatura od mahagonija ili ebanovine koja doseže do rupe na glasnjači, pa često i iznad nje. Na tastaturi se nalazi 22 do 29 pragova napravljenih od mesinga, koji je dijele na polja. Susjedni pragovi su međusobno udaljeni za interval male sekunde. Na gornjem dijelu hvataljke nalazi se sedlo od kosti. Sedlo usmjerava žice, a ne smije biti previsoko jer će i to rezultirati loše ugođenom mandolinom. Lako ga je ispraviti produbljujući proreze za žice. Iako je prenisko žica će se naslanjati na prvi prag te će zujati ili zvučati pola tona više.

### Glava
Na vrat se nastavlja glava instrumenta također od javora. Mehanika na kojoj su pričvršćene žice ugrađena je u glavi instrumenta.
Sastavljena je od 8 ključeva (čivija), sa svake strane po četiri, na kojima su namotane žice, a služe za reguliranje napetosti žica. Mehanizam ključeva se izrađuje od čelika i sastoji se od tri dijela: valjka s nazubljenim krajem, vijka koji se uklapa u zupce valjka i ključa koji se uglavljuje u vijak. Njegovim okretanjem pokrećemo mehanizam čime reguliramo napetost žica.

### Žice i konjić
Žice su postavljene u četiri para ugođena u kvintama (g – d1 – a1 – e2). Prva i druga načinjene su od glatkog čelika, a treća i četvrta su namotane oko svilene strune nitima posrebrenog bakra. Konjić je pomičan, napravljen od tvrdog drva (ebanovine), a dio preko kojeg prelaze žice je od slonovače. Ima široku bazu koja savršeno prianja na glasnjaču. Poželjno je da je konjić viši na području četvrte žice, a niži na području prve, jer četvrta žica, zbog debljine, pri titranju ima veću amplitudu, pa bi preniski konjić prouzrokovao previše šumova. S druge strane, na višim žicama bi prevelika visina konjića otežavala sviranje u poziciji.

### Trzalica
Stare mandoline su se svirale s trzalicama od sedefa ili drva. U nekim dijelovima se koristila trzalica od guskinog pera, odatle i potječe naziv "penna" što u prijevodu znači pero. Moderna mandolina najbolje zvuči svirana trzalicom od kornjačinog oklopa, koja mora biti zaobljena, elastična i izdužena (bolja je što duža), a dobra zamjena su i plastične. Kvaliteta tona također ovisi i o trzalici.

## Povijest mandoline
Povijest mandoline usko je povezana s poviješću lutnje. U 16. stoljeću nastaje mandora s 4 jednostruke ili dvostruke žice. Pojavljuje se u Francuskoj, Njemačkoj i Engleskoj. Talijanski oblik je mandola s 5 ili 6 jednostrukih ili dvostrukih žica ugođenih u kvartama s jednom tercom. Naziv mandola prvi put se koristi 1589. godine u Firenci. Naziv mandolina prvi koristi Stradivari za umanjenu mandolu. Od sredine 18. stoljeća pojavljuje se napolitanska (napuljska) mandolina koja ima 4 dvostruke metalne žice ugođene u kvintama kao kod violine i ton se proizvodi perom ili trzalicom od kornjačevine. Na vratu su usađeni metalni pragovi, konjić je pomičan, a žice se vezuju na kraju tijela na usađene klinove. Uz ovaj oblik postoje i milanska, đenovska, lombardijska, venecijanska i sicilijanska. One se bitno razlikuju od napolitanske mandoline jer imaju oblik male lutnje pa je ponekad nazivaju "Liuto piccolo" ili "Liuto soprano".
Milanska, đenovska i lombardijska imaju po 6 dvostrukih struna od crijeva ugođenih u kvartama s jednom tercom, venecijanska je ista kao lombardijska bez 6. para struna i sve imaju crijevnate strune i crijevnate pragove na vratu, a brecianska ima 4 jednostruke žice. Talijani su prenosili ove instrumente uglavnom podučavajući bečku i parišku aristokraciju.
U 18. stoljeću mandolina je bila jedan od najpopularnijih instrumenata u Italiji i Francuskoj. Svirana je u svim socijalnim skupinama - od najnižeg staleža do aristokracije. Postoji vrlo bogata barokna literatura za mandolinu, od velikih majstora barokne glazbe kao što su Vivaldi, Scarlatti, Haendel, Paisiello do onih manje poznatih Gervasio, Lecce, Cecere, Leone, Denis, Boni, Valentini, Eterardi, Barbella, Conforto, Lamberti, Riggieri, Caudioso i dr. Sredinom 18. stoljeća se tiskaju i prve škole za mandolinu a najpoznatije su škole G. Leonea,  P. Denisa, G. Fouchettia, G. B. Gervasia. Njihove škole se baziraju na problemima kao što su ljestvični nizovi, rastavljeni akordi, arpeggio preko dvije žice, preskok žica i ukrasi. Škole baroknih majstora otvaraju nove načine variranja. Ove škole izvrsno postavljaju desnu ruku, jer se sve skladbe moraju izvesti s lakoćom. Savladavaju se brzi pasaži, odnosno svi tehnički problemi barokne glazbe. Ne upotrebljava se tremolo, tonaliteti su do 3 predznaka. Raspon tonova je kraći jer su tada mandoline imale manje polja nego današnje.
Na prijelazu iz 18. u 19. stoljeće, dolazi do miješanja dvije tradicije zbog političko kulturnih prilika. Te dvije tradicije su talijanska i austrijska, jer kao u Italiji, mandolina je imala svoj procvat i u Austriji, pogotovo u Beču. Tamo se sviralo na brescianskoj mandolini, zbog utjecaja Bortolazzia koji je taj instrument doveo u Beč (on je prvi napisao školu mandoline na njemačkom jeziku). Skladbe za mandolinu su pisali poznati bečki kompozitori kao što su Mozart, Beethoven, Hummel i dr.
Do 19. st., mandolom su se nazivale gotovo sve mandoline s plastičnim žicama ( brescianska, lombardijska, venecijanska i sl. ), a od 19. stoljeća, zbog potrebe da se stvori jedna obitelj trzalačkih instrumenata koji bi oformili kvartet ili orkestar poput gudačkog, mandola postaje naziv za instrument po obliku sličan napolitanskoj mandolini, samo većih dimenzija s dubljim žicama (poput viole kod gudača). Osim mandole tada se izrađuju i afirmiraju instrumenti koji bi kod gudača zamijenili violončelo i kontrabas. Tako su nastale alt mandole, tenor mandole, mandolončelo i mandolon.
Usavršavanjem napolitanske mandoline, uvođenjem metalnih žica i modernih ključeva, te produžavanjem hvataljke do 25, pa čak i do 29 pragova, došlo je do potrebe da se za mandolinu pišu sve zahtjevnija i virtuoznija djela. U početku u orkestrima su se najčešće svirale obrade raznih opernih dijela, no s vremenom se pisalo sve više originalnih dijela za mandolinu. Tiskana su brojna djela koncertne glazbe za mandolinu. U Italiji su živjeli izvrsni virtuozi, skladatelji, graditelji i pedagozi koji su doprinijeli afirmaciji mandoline, pa moglo bi se reći i zlatnom dobu mandoline i mandolinskih orkestara. Glavni predstavnici romantizma su Raffaele Calace – mandolinist, graditelj, skladatelj i pedagog, te Carlo Munier. Njihove škole se nadograđuju na škole baroknih majstora. Česta je upotreba tremola, duo – style, višeglasja (dvohvati, trohvati), proširen je opseg tonova, vježbe prolaze kroz sve tonalitete dura i mola. S obzirom na to da su R. Calace i C. Munier i njihovi sljedbenici pisali najzahtjevnije skladbe, njihove škole najbolja su priprema za svladavanje mandolinske romantičke literature.  Od ostalih skladatelja za mandolinu najpoznatiji su Marucelli, Ranieri, Amoroso, Leonardi, Graziani – Walter, Branzoli, Bertucci, De Cristofaro, Silvestri, Bellenghi, Francia, Marzuttini, Bottacchiari, Maciocchi i dr.

## Vanjske poveznice

### Sestrinski projekti
|  | Zajednički poslužitelj ima još gradiva o temi mandoline |

### Mrežna sjedišta
- www.mandoisland.de – Zeitstrahl der Mandolinenschulen / Timeline of Mandolin Methods (njem.) (engl.)